# Lasionycta wyatti
Lasionycta wyatti är en fjärilsart som beskrevs av Barnes och Benjamin 1926. Lasionycta wyatti ingår i släktet Lasionycta och familjen nattflyn. Inga underarter finns listade i Catalogue of Life.